# 破産財団
破産財団（はさんざいだん）とは、破産者の財産又は相続財産若しくは信託財産であって、破産手続において破産管財人にその管理及び処分をする権利が専属するものをいう（破産法第2条第14項）。
当該破産者の破産手続の手続費用および破産債権者等への弁済原資は、全て破産財団から賄われる（破産法193条1項）。
破産財団に属する財産の管理及び処分する権利は、破産管財人に専属する（破産法第78条第1項）。
- 破産手続については、破産を参照。

## 破産財団の内容
破産財団には、破産手続開始決定時の差押え可能な債務者の全ての財産（国内外を問わない）が含まれる（破産法34条1項、3項）。また、破産手続開始決定前に生じた原因に基づいて生じる請求権も含まれる（同条2項」）。
すなわち、（自己破産等の場合）申立時に債務者が認識していた財産に限らず、破産管財人による否認権行使の結果破産財団に取り戻される財産（破産法167条）や、役員責任査定決定（破産法178条1項）に基づく請求権等も含まれる。

### 固定主義
上記のような破産財団の捉え方は、破産財団を構成する財産を破産手続開始決定時のものに限定する考え方であり、固定主義と呼ばれる（対義語は膨張主義）。
固定主義により、個人の破産者の場合、破産手続開始決定時以降に取得した財産（新得財産）は全て自由財産となり、破産債権者の引き当てとならない。

## 取戻権と別除権

### 取戻権
破産者に属しない財産を破産財団より取り戻す権利（取戻権）は、破産手続に関係なく行使できる（破産法62条）。
すなわち、一見破産財団に含まれるように見える財産であっても、第三者の取戻権の対象となり、破産財団から外れて、破産債権者の配当原資とならないことがあり得る。

### 別除権
破産手続開始の時において破産財団に属する財産につき特別の先取特権、質権又は抵当権を有する者は、破産手続によらないで行使することができる。
別除権の対象となった財産は破産財団から離脱し、破産債権者の配当原資とならない。

## 破産財団の換価と配当
破産管財人は、破産財団に現預金以外の財産が含まれる場合は、裁判所の許可を得て、任意売却等の方法で現金化を図る（破産法78条2項各号）。
不動産等一定の財産については、任意売却ができない場合は強制執行に関する法令に従って処分する（破産法184条第1項）。
換価の結果、破産手続の費用と財団債権を支弁してもなお残余を生じるときは、破産管財人が作成する配当表に基づいて配当が行われる（いわゆる最後配当、破産法195条、196条）。
最後配当以外にも、中間配当等が行われることもある。

## 破産手続廃止との関係
基本的に、破産財団をもって破産手続の費用を支弁するに足りないとき（すなわち、裁判所が決める最低限の破産管財人報酬額にも満たない破産財団しか形成されないとき）は、破産手続は廃止される。廃止決定がなされる時点により、同時廃止と異時廃止がある。